# Обреновачки спортски клуб „Богољуб”
Обреновачки спортски клуб „Богољуб” Обреновац, фудбалски клуб из Обреновца, основан 1910. године под именом Обреновачки спортски клуб "Обреновац", од 1919. године "Богољуб"; угашен 1944. године.

## Историја
Обреновачки спортски клуб Обреновац (ОСК Обреновац) основала је 1910. године група младића међу којима су били ђак Богољуб Михаиловић Бога, студент Михајло Јовановић Пикља, наставник фискултуре Ђорђе Илић и други Део играча који су чинили ОСК Обреновац, била је оснивач  првог обреновачког фудбалског клуба под називом Обреновачки лоптачки клуб Обреновац, основаног 1905. годнине, што је био трећи фудбалски клуб у Краљевини Србији, после клубова Соко из Београда (касније ФК БАСК) и Шумадија из Крагујевца.
Своје утакмице ОСК "Богољуб" играо је на игралишту на Вашаришту, а од 1926. године на игралишту у старом Пољопривредном парку у Обреновцу. Једну од првих утакмица ОСК "Богољуб" одиграо је у Обреновцу са београдсим клубом Соко и победио са 2:1. После те утакмице, један број обреновачких играча је прешло у екипу београдског клуба.
После Првог светског рата ОСК "Обреновац", мења име у Обреновачки спортски клуб "Богољуб" Обреновац, у част једног од оснивача клуба Богољуба Михаиловића Боге, који је од задобијених рана у боју преминуо у Грчкој и сахрањен на гробљу Зејтинлик. Настојећи да популаришу фудбалску игру, играчи Богољуба организовали су од 1919. забаве у обреновачким кафанама под називом "Плаво вече" или "Берба грожђа", а имали су и своје зидне новине. Иако су после Првог светског рата у новој држави, Краљевини Срба, Хрвата и Словенаца, оснивани лептачки савези, подсавези и такмичења ОСК "Богољуб", све до краја двадесетих година XX века, игра само пријатељске утакмице са клубовима из Београда, Шапца, Ваљева, Лазаревца и Младеновца.
Од 1930. године ОСК "Богољуб" наступа у Првенству Колубарске жупе 1930. године. и више пута је био првак на овом првенству. Лист Глас Ваљева пише да је Првенство Колубарске жупе имало пет клубова: БСК, Будућност и Трговачки помоћник из Ваљева, те Богољуб и ОСК из Обреновца. Године 1940. Богољуб је свечано прославио тридесет година постојања. Током Другог светског рата Богољуб је постојао и играо утакмице. Међу најзначајније играче овог клуба спада Спасоје Николић Пацика. Угашен је 1944. године.

## Богољуб Михаиловић Бога
Богољуб Михаиловић Бога рођен је 1895. године у Обреновцу као најмлађе дете обреновачког проте Светозара Михаиловића. Основну школу је завршио у Обреновцу, а матурирао 1914. године у Другој београдској гимназији. Као ђак наредник Треће чете, Трећег батаљона, Деветог пешадијског пука, рањен је у Боју на Груништу новембра 1916. године, а преминуо је 16.12.1916. у Грчкој, и сахрањен на гробљу Зејтинлик. Био је велики заљубљеник у "лоптачки" спорт, играо је фудбал, основао ОСК "Обреновац", који је после Првог светског рата, њему у част, променио име у Богољуб.